# ديفيد غراهام فيليبس
ديفيد غراهام فيليبس (بالإنجليزية: David Graham Phillips)‏ (31 أكتوبر 1867، ماديسون في الولايات المتحدة - 24 يناير 1911، نيويورك في الولايات المتحدة)؛ كاتب، صحفي وروائي أمريكي.

## روابط خارجية
- ديفيد غراهام فيليبس على موقع الموسوعة البريطانية (الإنجليزية)
- ديفيد غراهام فيليبس على موقع قاعدة بيانات برودواي على الإنترنت (الإنجليزية)
- ديفيد غراهام فيليبس على موقع إن إن دي بي (الإنجليزية)